# Little Tyke
Little Tyke è una leonessa diventata famosa negli Stati Uniti d'America durante gli anni cinquanta per essere vegetariana.
La dieta dell'animale consisteva in cereali, latte e uova. Little Tyke morì a causa di una polmonite causata da un virus.